# Тюшкевич, Степан Андреевич
Степан Андреевич Тюшкевич (25 декабря 1917, Куйтунский район, Иркутская область — 3 августа 2025) — советский и российский учёный, генерал-майор, специалист в области философии и теории войны. Лауреат Государственной премии СССР (1983), заслуженный деятель науки РСФСР (1988), почётный член Академии естественных наук РФ по Секции геополитики и безопасности (1993), почётный профессор Военного университета МО РФ (2015), член Союза журналистов.

## Биография
Тюшкевич родился 25 декабря 1917 года в многодетной семье в деревне Мингитуй Куйтунского района Иркутской области. В 1935 году с отличием окончил 10-летнюю школу в Красноярске. В 1941 году окончил Ленинградский электротехнический институт им. В. И. Ульянова (Ленина) по специальности инженер-электрик. Работал на Ленинградском металлическом заводе им. И. В. Сталина.
С 1968 года местом службы и работы Степана Андреевича стал Институт военной истории Министерства обороны. Здесь он проявил себя как талантливый исследователь методологических и общих проблем военной истории и теории, умелый организатор научно-исследовательской работы и руководитель подготовки таких фундаментальных трудов, как «Советская военная энциклопедия», «Военная энциклопедия», «История Второй мировой войны 1939–1945 гг.».
С 9 июня (после смерти Николая Карпулева) по 3 августа 2025 года являлся старейшим живущим мужчиной России. Умер 3 августа 2025 года в Москве.

### Участие в ВОВ
С началом Великой Отечественной войны С. А. Тюшкевич добровольцем ушёл на фронт. Войну прошёл в составе Ленинградского, Волховского, 3-го Украинского фронтов. Участвовал в освобождении Прибалтики, прорыве и снятии блокады Ленинграда. Награждён орденами Отечественной войны 1-й и 2-й степени, двумя орденами Красной звезды, орденом "За службу в Вооруженных силах СССР" 3 степени, орденами Александра Невского (РФ), Почёта (РФ), Дружбы (РФ), медалью «За отвагу», «За боевые заслуги», «За оборону Ленинграда», «За победу над Германией», «За взятие Вены» и другими. Окончание войны застал в госпитале в Гаграх.

### Научная карьера
Степан Андреевич — автор более 500 военно-исторических и философских научных трудов, посвящённых исследованию законов войны, а также истории Великой Отечественной войны.